# Caio (gênero)
Caio é um gênero de mariposas, ou traças, neotropicais pertencentes à família Saturniidae e subfamília Arsenurinae, contendo espécies de hábitos noturnos, encontradas na floresta tropical e subtropical úmida da América do Sul, desde o México, em Chiapas, até o norte da Argentina e incluindo o Brasil meridional. Foi classificado por Travassos & Noronha, em 1968, e sua espécie-tipo, Caio romulus, foi classificada em 1869 por J. Peter Maassen, com o nome Rhescyntis romulus. Como uma regra mais ou menos geral nessa família o tamanho do corpo desses insetos é relativamente pequeno em relação ao tamanho de suas asas.

## Espécies
De acordo com o Global Biodiversity Information Facility/BOLD Systems; com asterisco (*) estão as espécies registradas para o Brasil (fonteː SiBBr - Sistema de Informação sobre a Biodiversidade Brasileira; entre parênteses os cientistas que tiveram os nomes originais de seus gêneros modificados para Caio).
- Caio championi (Druce, 1886)
- Caio chiapasiana Brechlin & Meister, 2010
- Caio harrietae (Forbes, 1944)
- Caio hidalgensis Brechlin & Meister, 2010
- Caio richardsoni (Druce, 1890)
- Caio romulus (Maassen, 1869)*
- Caio witti Brechlin & Meister, 2010